# Li Ge
Li Ge (李根S, Lǐ GēnP; 12 aprile 1969) è un ex ginnasta cinese.

## Palmarès

### Olimpiadi
- 1 medaglia:
  - 1 argento (Barcellona 1992 nel concorso a squadre)

### Mondiali
- 2 medaglie:
  - 1 argento (Indianapolis 1991 nel concorso a squadre)
  - 1 bronzo (Stoccarda 1989 nel concorso a squadre)